# Les Héritières (film, 2018)
Pour les articles homonymes, voir Les Héritières.
Pour plus de détails, voir Fiche technique et Distribution.
Les Héritières (Las herederas) est un film réalisé par Marcelo Martinessi, sorti en 2018. C'est une coproduction entre le Paraguay, l'Allemagne, l'Uruguay, le Brésil, la Norvège et la France. Il s'agit du premier long métrage du réalisateur, et de la première apparition au cinéma pour son actrice principale, Ana Brun.
Il est sélectionné en compétition officielle à la Berlinale 2018.

## Synopsis
Chela et Chiquita vivent ensemble à Asuncion depuis de nombreuses années.

## Fiche technique
- Titre original : Las herederas
- Titre français : Les Héritières
- Réalisation : Marcelo Martinessi
- Scénario : Marcelo Martinessi
- Costumes : Tania Simbron
- Photographie : Luis Armando Arteaga
- Montage : Fernando Epstein
- Pays d'origine :  Paraguay,  Allemagne,  Uruguay,  Brésil,  Norvège,  France,  Italie
- Format : Couleurs - 35 mm - 2,35:1
- Genre : drame
- Durée : 95 minutes
- Dates de sortie :
  -  Allemagne : 16 février 2018 (Berlinale 2018)
  -  Paraguay : 5 avril 2018
  -  France : 28 novembre 2018

## Distribution
- Ana Brun : Chela
- Margarita Irun : Chiquita
- Ana Ivanova : Angy
- Nilda Gonzalez : Pati
- María Martins : Pituca
- Alicia Guerra : Carmela

## Distinctions

### Récompenses
- Berlinale 2018 : 
  - Ours d'argent de la meilleure actrice pour Ana Brun
  - Prix Alfred-Bauer
  - Prix FIPRESCI de la Berlinale.
- Festival international du film de Transylvanie 2018 : Trophée Transilvania[2].
- Festival du film de Sydney 2018 : Sydney Film Prize[3].
- Prix Platino 2019 : meilleur premier film et meilleure actrice pour Ana Brun[4],[5].

### Sélections
- Festival du film de Cabourg 2018 : sélection en section Panorama.
- Festival international du film de Saint-Sébastien 2018 : sélection en section Perles.

## Critiques
Pour RFI, le film est « chronique douce-amère du Paraguay » .